# Décès en 1914
Décès
- 1910
- 1911
- 1912
- 1913
- 1914
- 1915
- 1916
- 1917
- 1918

Cet article présente une liste de personnalités mortes au cours de l'année 1914.

Les mois de l'année font également l'objet de listes spécifiques :

## Décès par mois

### Date inconnue
- Élisa Koch, peintre et pastelliste italienne (° 1833).
- Henri Pépin, coureur cycliste français (° 18 novembre 1884).

### Janvier
- 2 janvier : Euphémie Muraton, peintre française (° 11 avril 1836).
- 3 janvier : Raoul Pugno, compositeur et pianiste français (° 23 juin 1852).
- 5 janvier : Siegfried Langgaard, compositeur, pianiste, professeur et philosophe danois (° 13 juillet 1852).
- 10 janvier :Léonie Aviat, fondatrice des Oblates de Saint François de Sales (canonisée en 2001) (°16 septembre 1844)
- 11 janvier : Gaston Mélingue, peintre français (° 26 juillet 1839).
- 17 janvier : Fernand Foureau, explorateur et géographe français (° 17 octobre 1850).
- 19 janvier : Filippo Carcano, peintre italien (° 25 septembre 1840).
- 21 janvier :
  - Donald Alexander Smith, homme d'affaires et homme politique canadien (° 6 août 1820).
  - Salvador Martínez Cubells, peintre et restaurateur de peintures espagnol (° 9 novembre 1845).
- 24 janvier : Adolf Eberle, peintre allemand (° 14 janvier 1843).
- 26 janvier : Xavier Neujean, homme politique belge (° 23 janvier 1840).
- 31 janvier : René Princeteau, peintre animalier français (° 18 juillet 1843).

### Février
- 19 février : Oleksa Novakivskyi, peintre russe (° 1er février 1842).
- 20 février : Paul Chevré, sculpteur français, survivant du naufrage du Titanic (° 5 juillet 1866).
- 23 février : Alain de Rohan, aristocrate et homme politique austro-hongrois d'origine française (° 8 janvier 1853).
- 28 février : Salvador Cisneros Betancourt, homme politique cubain (° 10 février 1828).

### Mars
- 7 mars : George William Ross, premier ministre de l'Ontario (° 18 septembre 1841).
- 15 mars : Albert Charles Lewis Günther herpétologiste et ichtyologiste britannique d'origine allemande (° 3 octobre 1830).
- 16 mars : John Murray, océanographe canadien (° 3 mars 1841).
- 25 mars : Frédéric Mistral, poète français (° 8 septembre 1830).
- 27 mars : Joséphine Houssay, peintre et lithographe française (° 25 décembre 1840).
- 28 mars : Carlos María Herrera, peintre uruguayen (° 18 décembre 1875).
- 31 mars : Hubert von Herkomer, peintre allemand (° 26 mai 1849).

### Avril
- 2 avril : Daniel Koechlin, peintre français (° 4 décembre 1845).
- 3 avril : Alexis Marie Lahaye, peintre français (° 20 avril 1850).
- 6 avril : Józef Chełmoński, peintre polonais (° 7 novembre 1849).
- 12 avril : Lucien Poujade, violoniste, compositeur et chef d'orchestre français (° 3 mars 1847).
- 23 avril : Jules Didier, peintre et lithographe français (° 26 mai 1831).
- 25 avril :
  - Géza Fejérváry, général et homme politique hongrois (° 15 mars 1833).
  - Ferdinand Leenhoff, peintre et sculpteur néerlandais (° 24 mai 1841).
  - Émile Marchand, astronome et géophysicien français, directeur de l'observatoire du Pic du Midi (° 9 février 1852).
- 26 avril : Eduard Suess, géologue autrichien (° 20 août 1831).
- 29 avril : Alessandro Franchi, peintre italien (° 15 mars 1838).

### Mai
- 2 mai : John Campbell, gouverneur général du Canada (° 6 août 1845).
- 9 mai : Paul Héroult, scientifique français (° 10 avril 1863).

### Juin
- 1er juin : Árpád Feszty, peintre hongrois (° 24 décembre 1856).
- 6 juin : Gabriel Ferrier, peintre français (° 29 septembre 1847).
- 9 juin :
  - Charles Giron, peintre et critique d'art suisse (° 24 janvier 1850).
  - Johann Sobeck, clarinettiste et compositeur allemand (° 30 avril 1831).
- 18 juin :
  - Charles Maurin, peintre et graveur libertaire français (° 1er avril 1856).
  - Sílvio Romero, avocat, journaliste, critique littéraire, essayiste, poète, écrivain, historien, philosophe, politologue, sociologue, professeur et homme politique brésilien (° 21 avril 1851).
- 23 juin : Gustave Garaud, peintre français (° 25 juillet 1844).
- 26 juin : Antonio Herrera Toro, peintre vénézuélien (° 26 janvier 1857).
- 28 juin :
  - François-Ferdinand, archiduc d'Autriche, héritier des couronnes impériale et royale d'Autriche-Hongrie (° 18 décembre 1863).
  - Sophie Chotek de Chotkowa et Wognin, duchesse de Hohenberg, épouse du précédent (° 1er mars 1868).

### Juillet
- 2 juillet : Joseph Chamberlain, homme d'État britannique (° 8 juillet 1836).
- 4 juillet :
  - Michele Catti, peintre italien (° 5 avril 1855).
- 9 juillet : Henry Robert Emmerson, premier ministre du Nouveau-Brunswick (° 25 septembre 1853).
- 13 juillet : Charles Buls, homme politique belge (° 13 octobre 1837).
- 14 juillet : Fernand Desmoulin, peintre et  graveur français (° 4 juin 1853).
- 27 juillet : Lucien d'Eaubonne, sculpteur, peintre et graveur en médailles français (° 26 août 1870).
- 31 juillet : 
  - Jean Jaurès, philosophe, historien et théoricien socialiste (° 3 septembre 1859).
  - Arabella Elizabeth Roupell, Illustratrice botanique anglaise (° 23 mars 1817).

### Août
- 1er août : Gabriel Dupont, compositeur et musicien français (° 1er mars 1878).
- 2 août : Jules André Peugeot, premier mort militaire français de la Première Guerre mondiale (° 11 juin 1893).
- 6 août : Fritz Ramseyer, missionnaire protestant suisse (° 7 octobre 1840).
- 7 août : Marcel Kerff, coureur cycliste belge (° 2 juin 1886).
- 8 août : Albano Lugli, peintre et céramiste italien. {° 13 novembre 1834)
- 9 août :
  - Corchaito (Fermín Muñoz Corchado y González), matador espagnol (° 10 octobre 1882).
  - Roque Sáenz Peña, avocat et homme politique argentin (° 19 mars 1851).
- 11 août : Pol Plançon, chanteur d'opéra belge (° 12 juin 1851).
- 14 août : François-Édouard Meloche, peintre et décorateur québécois (° 27 février 1855).
- 16 août : Caroline Freeman, enseignante et directrice d'école néo-zélandaise (° dans les années 1850)
- 20 août : Pie X, né Giuseppe Melchiore Sarto, pape (° 2 juin 1835).
- 23 août : Victorin Garaix, aviateur français de la Première Guerre mondiale (° 8 novembre 1890).
- 27 août : Paul Villiers, peintre et artiste décorateur français (° 25 novembre 1883).
- 28 août : Anatoli Liadov, compositeur et chef d'orchestre russe (° 11 mai 1855).
- 31 août : Sherman Otis Houghton, homme politique américain (° 10 avril 1828).

### Septembre
- 1er septembre : Frédéric Henri Wolff, premier soldat français fusillé pour l'exemple pendant la Première Guerre mondiale (° 4 juin 1869).
- 3 septembre :
  - Ludwig Frank, avocat et homme politique allemand (° 23 mai 1874).
  - Albéric Magnard, compositeur français (° 9 juin 1865).
- 5 septembre : Charles Péguy, écrivain français (° 7 janvier 1873).
- 6 septembre :
  - Jean Hillemacher, peintre français (° 15 juin 1889).
  - Alfred Mayssonnié joueur de rugby à XV français (° 10 février 1884).
- 7 septembre : Paul-Charles Delaroche, dessinateur, peintre et illustrateur français (° 15 août 1886).
- 12 septembre : Victor Fastre, coureur cycliste belge (° 19 mai 1890).
- 13 septembre : František Gellner, poète, écrivain, peintre, caricaturiste et anarchiste austro-hongrois (° 19 juin 1881).
- 14 septembre : Émile Engel, coureur cycliste français (° 5 avril 1889).
- 16 septembre : Louis Bach, footballeur français (° 14 avril 1883)[1].
- 17 septembre : Gaetano D'Agostino, peintre italien (° 16 mai 1837).
- 18 septembre : Albert Kappis, peintre et lithographe allemand (° 20 août 1836).
- 19 septembre : Georges Gass, peintre français (° 19 février 1885).
- 20 septembre :
  - Maurice Alexandre Berthon, peintre français (° 28 décembre 1888).
  - Achille-Eugène Godefroy, peintre français (° 15 novembre 1882).
- 22 septembre ou 26 septembre[2]  : Alain-Fournier, écrivain français (° 3 octobre 1886).
- 25 septembre : James Whitney, premier ministre de l'Ontario alors qu'il était en fonction (° 2 octobre 1843).
- 26 septembre : August Macke, peintre allemand (° 3 janvier 1887).
- 28 septembre :
  - Robert Besnard, peintre et graveur français (° 1er juin 1881).
  - Jean Bouin, athlète français, spécialiste de la course de fond (° 24 décembre 1888).
  - Jean Destrem, peintre français (° 12 mai 1875).
- 30 septembre : Yu Kil-chun, homme politique coréen (° 1856).

### Octobre
- 3 octobre : Filipp Fortunatov, linguiste russe (° 14 janvier 1848).
- 6 octobre : Albert de Mun, homme politique français (° 28 février 1841).
- 10 octobre :
  - Domenico Ferrata, cardinal italien de la curie romaine (° 4 mars 1847).
  - Gijsbert van Tienhoven, homme politique néerlandais (° 12 février 1841).
- 11 octobre : Yves Marevéry, dessinateur français (° 7 octobre 1888).
- 16 octobre : Horace Antoine Fonville, peintre et aquafortiste français (° 9 mars 1832).
- 17 octobre :
  - Adolfo Saldías, historien, avocat, homme politique, militaire et diplomate argentin (° 6 septembre 1849).
  - Eugène Piffaretti, chef de chant (° 30 juillet 1859).
- 18 octobre : Larrett Roebuck, footballeur anglais (° 27 janvier 1889).
- 19 octobre : Julio Argentino Roca, homme politique et militaire argentin (° 17 juillet 1843).
- 20 octobre : Ismaël Gentz, peintre allemand (° 18 juin 1862).
- 27 octobre : Félix Bracquemond, peintre, graveur et décorateur d'objets d'art français (° 28 mai 1833).
- 28 octobre : Richard Heuberger, compositeur d'opéras et d'opérettes, critique musical et professeur autrichien (° 18 juin 1850).

### Novembre
- 1er novembre : René Billotte, peintre français (° 24 juin 1846).
- 5 novembre :
  - William Montagu-Douglas-Scott, homme politique britannique (° 9 septembre 1831).
  - Amédée Rosier, peintre orientaliste français (° 20 août 1831).
- 11 novembre : Georges Spetz, industriel, écrivain compositeur, peintre et collectionneur d'œuvres d'art français (° 31 mai 1844).
- 15 novembre :
  - Sattar Khan, homme politique iranien (° 20 octobre 1866).
  - Alphonse Thyes, dessinateur technique et paysagiste luxembourgeois (° 5 août 1830).
- 22 novembre : Henri Goussé, peintre, affichiste et illustrateur français (° 1er avril 1872).

### Décembre
- 1er décembre :
  - François-Virgile Dubillard, cardinal français, archevêque de Chambéry (° 16 février 1845).
  - Léon Gambey, peintre, dessinateur et illustrateur français (° 4 mars 1883).
- 5 décembre : Hermann Stenner, peintre allemand (° 12 mars 1891).
- 6 décembre : Eugenio Tano, peintre italien (° 4 juillet 1840).
- 8 décembre : William Woodville Rockhill, homme politique et diplomate américain (° 1er mai 1854).
- 12 décembre : Bernard Blommers, peintre et graveur néerlandais (° 30 janvier 1845).
- 13 décembre : Édouard Monchablon, peintre français (° 11 novembre 1879).
- 17 décembre : René-Ernest Huet, peintre français (° 31 août 1886).
- 18 décembre : Andrew Cochrane-Johnstone, homme politique, journaliste, ingénieur et écrivain britannique (° 1848).
- 20 décembre : Paul Chailley, officier de marine français (° 6 février 1886).
- 24 décembre : John Muir, naturaliste et écrivain américain (° 21 avril 1838).
- 25 décembre :
  - Wilhelm Altheim, peintre allemand (° 2 août 1871).
  - Félix Petit, militaire, administrateur de presse et compositeur français (° 27 août 1817).
- 27 décembre : Ottó Herman, scientifique et homme politique hongrois (° 27 juin 1835).
- ? décembre : Sadek Ben Denden, homme politique algérien (° 1869).